# Угорское сельское поселение (Калужская область)
Се́льское поселе́ние «Уго́рское» — муниципальное образование в Дзержинском районе Калужской области Российской Федерации.
Административный центр — село Острожное.

## История
Сельское поселение «Угорское» образовано в соответствии с Законом Калужской области от 23 декабря 2014 года № 657-ОЗ в результате разделения муниципального образования «Угорская волость» на сельские поселения «Деревня Никольское» и «Угорское».

## Население
| 2010  | 2012  | 2013  | 2014  | 2016  | 2017  | 2018  |
| ----- | ----- | ----- | ----- | ----- | ----- | ----- |
| 2290  | ↘2215 | ↘2194 | ↘2174 | ↘1090 | ↗1091 | ↘1085 |
| 2019  | 2020  | 2021  |       |       |       |       |
| ↘1064 | ↘1060 | ↘988  |       |       |       |       |

## Состав сельского поселения
| №  | Населённый пункт | Тип населённого пункта       | Население |
| -- | ---------------- | ---------------------------- | --------- |
| 1  | Андреевка        | деревня                      | →0        |
| 2  | Богданово        | деревня                      | ↘14       |
| 3  | Дорохи           | деревня                      | ↘3        |
| 4  | Дубрава          | деревня                      | ↘4        |
| 5  | Дюкино           | деревня                      | ↘4        |
| 6  | Ерино            | деревня                      | ↘0        |
| 7  | Звизжи           | деревня                      | ↘249      |
| 8  | Карловка         | деревня                      | →0        |
| 9  | Кольцово         | деревня                      | ↘16       |
| 10 | Копоня           | деревня                      | ↘5        |
| 11 | Косово           | деревня                      | ↘3        |
| 12 | Костино          | деревня                      | ↘60       |
| 13 | Костино          | железнодорожный разъезд      | →12       |
| 14 | Некрасово        | деревня                      | ↘3        |
| 15 | Никола-Ленивец   | деревня                      | ↘1        |
| 16 | Острожное        | село, административный центр | ↗597      |
| 17 | Пахомово         | деревня                      | ↘2        |
| 18 | Плюсково         | деревня                      | ↘144      |
| 19 | Покров           | деревня                      | ↗7        |
| 20 | Потапово         | деревня                      | ↘3        |
| 21 | Слобода          | деревня                      | →1        |
| 22 | Смагино          | деревня                      | ↘14       |
| 23 | Субботино        | деревня                      | ↘4        |
| 24 | Шадеево          | деревня                      | ↗9        |